# Program Associated Data
Program Associated Data (PAD) significa, en anglès, dades associades al programa, un concepte que té a veure amb la radiodifusió i que està estretament relacionat amb la ràdio digital DAB. Gràcies a aquest serveix, és possible visualitzar diverses classes d'informació mitjançant una pantalla i un receptor que sàpiga interpretar adequadament les dades associades rebudes.

## Definició
Una de les grans avantatges de la ràdio digital DAB és la seva gran capacitat. Les dades es transmeten juntament amb l'àudio principal i es poden mostrar en una pantalla que moltes d'aquestes ràdios ja porten incorporades avui en dia.
La ràdio digital ja té previst un canal específic per a aquestes dades programables, i pretén que siguin lliurats i llegits per l'oient com una part d'una pantalla visual en temps real. Els receptors de ràdio digital han de disposar de certs descodificadors que tinguin la capacitat d'identificar aquestes dades i interpretar-les, de manera que es puguin mostra adientment per pantalla.
Avui en dia, moltes ràdios digitals que transmeten en digital, ja fan servir la capacitat de PAD per tal d'augmentar el valor del servei que estan oferint als oients, que òbviament ja podríem considerar com a espectadors.

## Contingut
Aquestes dades poden voler transmetre moltes coses diferents. Com a exemples, podríem dir que informen sobre títols de cançons, compositor, gènere de música, el resum de l'argument d'una obra, els resultats de les últimes competicions esportives o bé el que l'emissora consideri adient. De fet, algunes emissores transmeten els titulars de les notícies a través de la pantalla, o bé proporcionen informació de franc incloent guies de programa electrònic. També és possible enviar un mapa meteorològic mentre s'estigui informat sobre el temps.
Així doncs, aquestes dades ofereixen moltes possibilitats quant a tipus d'informació que es pot transmetre.

## Tecnologia
Les dades que representen sons i les altres dades que es transmetran es reparteixen en una gran quantitat de senyals de ràdio molt propers. Repartint les dades en una àmplia freqüència d'aquesta manera, la transmissió completa és menys susceptible al soroll i a altres formes d'interferència, incloent-hi les pèrdues de senyal i les interferències múltiples, que tenen lloc quan els senyals es reflecteixen en obstacles com ara edificis o turons i diversos senyals de l'emissora arriben al receptor amb diferents retards. La ràdio digital es caracteritza pel fet de beneficiar-se dels senyals rebuts en diferents instants de temps, fent la transmissió i la recepció final de dades més robusta.

## Avantatges
Indubtablement, la ràdio digital DAB suposa un gran avenç respecte a la ràdio tradicional. En particular, el servei de dades que ofereix la ràdio digital no es pot equiparar al que podria oferir la ràdio convencional. Amb un receptor adequat i una pantalla, ara som capaços de rebre i interpretar molta més informació.